# PASSION (早見優の曲)
「PASSION」（パッション）は、1985年8月1日にトーラスレコードからリリースされた早見優の14枚目のシングル。

## 概要
A・B面曲とも、前年に「君たちキウイ・パパイア・マンゴーだね。」のヒットでブレイクを果たした中原めいこが作詞・作曲を手掛けている。表題曲「PASSION」は早見本人が主演した映画『KIDS』(キッズ) 主題歌及び東芝OA機器CMソングとしても使用された。
B面曲「XANADU」は、「'85さっぽろカーニバル」イメージソングとして使用された。

## 背景
「PASSION」は早見自身、発売当時から本当に大好きな曲と公言しており、「自分の路線をロック風のものやダンサブルなものに変更したいと考えていた時期に、めいこさんに作っていただけて、うれしかったです。」と振り返っている。当時はレコーディングが深夜になったり、風邪気味だったりで思うように歌えないことが多かったが、この曲のレコーディングは3回でOKになったという。また、作者である中原めいことフジテレビ系列の音楽番組『夜のヒットスタジオ』で共演した際、今度自分のコンサートでこの曲を歌うがどこで息継ぎをしたらいいかと逆に訊ねられたことがあるというエピソードが残っている。
この曲で早見は1985年末の『第36回NHK紅白歌合戦』に3年連続3回目の出場を果たしたが、2015年の時点ではこれが最後の出演となっている。

## 収録曲
- 全作詞・作曲: 中原めいこ　編曲: 新川博

1. PASSION［3:04］
2. XANADU (ザナドゥ)［4:28］

## カバー
- 中原めいこ（1986年、アルバム『MOGA -BEST COLLECTION-』に収録）